# خانعلي درة سي
خانعلي درة سي (بالإنجليزية: Khanali Darrehsi)‏ هي منطقة سكنية تقع في قسم انغوت الشرقي الريفي في إيران. يقدر عدد سكانها بـ 31 نسمة .